# چاد بیر
چاد بیر (انگلیسی: Chad Beyer؛ زادهٔ ۱۵ اوت ۱۹۸۶) دوچرخه‌سوار اهل ایالات متحده آمریکا است. وی عضو تیم‌هایی همچون تیم بی‌ام‌سی و چمپیون سیستم بوده است.